# Herman-Gorter-Preis
Der Herman-Gorter-Preis (niederländisch: Herman Gorterprijs) war ein niederländischer Poesiepreis, der von 1972 bis 2002 für ein Gedicht oder eine Gedichtsammlung verliehen wurde. Bis 1988 wurde er zweijährlich verliehen, anschließend jährlich.
Der Preis war entstanden aus dem Poëzieprijs van de gemeente Amsterdam, der seit 1945 verliehen wurde. Der Preis wurde durch den Amsterdamer Fonds für die Kunst (Amsterdams Fonds voor de Kunst, AFK) ausgelobt. Zu Beginn des Jahres 2003 ging der Herman-Groter-Preis -wie andere Amsterdamer Literatur- und Kunstpreise- auch- in den neu gebildeten Amsterdam-Preis für die Kunst (Amsterdamprijs voor de kunst) auf.

## Überblick über die drei Amsterdamer Literaturpreise
Nach dem Zweiten Weltkrieg wurden in Amsterdam drei Literaturpreis eingerichtet:
- Poëzieprijs van de gemeente Amsterdam (Poesiepreis der Stadt Amsterdam) - 1945 bis 1971; von 1972-2002 Herman Gorterprijs, danach Amsterdamprijs voor de kunst
- Essayprijs van de gemeente Amsterdam (Essaypreis der Stadt Amsterdam) - 1947 bis 1971; von 1972-2002 Busken Huetprijs, danach Amsterdamprijs voor de kunst
- Prozaprijs van de gemeente Amsterdam (Prosapreis der Stadt Amsterdam) - 1946 bis 1971; von 1972-2002 Multatuli-Preis, danach Amsterdamprijs voor de kunst

Seit dem Jahr 2003 sind alle drei Literaturpreise neben anderen Kunstpreisen in den Amsterdamprijs voor de kunst aufgegangen.

## Preisträger

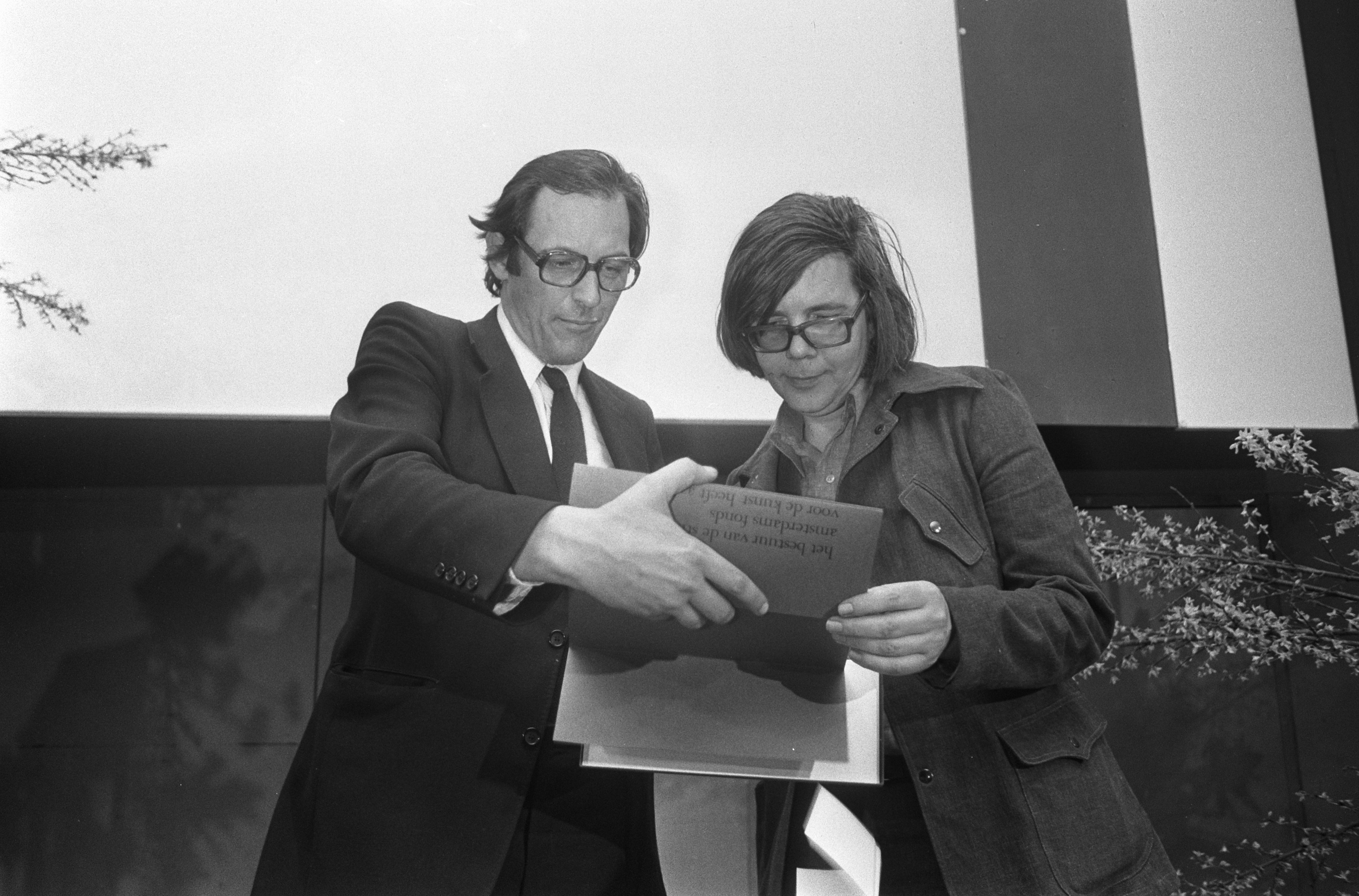
Han Lammers überreicht H.H. ter Balkt den Herman-Gorter-Preis (1974)

### PreisträgerHerman-Gorter-Preis(1972 bis 2002)
- 2002 - Piet Gerbrandy für De zwijgende man is niet bitter
- 2001 - Rob Schouten für Infauste dienstprognose
- 2000 - Hester Knibbe für Antidood
- 1999 - Ben Cami für Ten Westen van Eden
- 1998 - Kees Ouwens für Van de verliezer & de lichtbron
- 1997 - Nachoem M. Wijnberg für Geschenken
- 1996 - Gertrude Starink für De weg naar Egypte. Een passage 1985-1993
- 1995 - K. Michel für Boem de nacht
- 1994 - Tonnus Oosterhoff für De ingeland
- 1993 - Martin Reints für Lichaam en ziel
- 1992 - Willem van Toorn für Eiland
- 1991 - Huub Beurskens für Hollandse wei en andere gedichten
- 1990 - Anneke Brassinga für Landgoed
- 1989 - Robert Anker für Nieuwe veters
- 1988 - Adriaan Morriën für Oogappel
- 1986 - Hugo Claus für Alibi
- 1985 - Jacques Hamelink für Gemengde tijd
- 1984 - C.O. Jellema für De toren van Snelson
- 1983 - Jan Eijkelboom für De gouden man
- 1982 - Gerrit Komrij für De os op de klokketoren
- 1981 - Willem Jan Otten für Ik zoek het hier
- 1980 - Jan Kuijper für Oogleden
- 1979 - Hans Tentije für Wat ze zei
- 1978 - Bert Schierbeek für Weerwerk
- 1977 - Armando für Het gevecht
- 1976 - Rutger Kopland für Een lege plek om te blijven
- 1975 - Leijn Leijnse für Antwerpen
- 1974 - Elisabeth Eybers für Kruis of munt
- 1973 - Habakuk II de Balker für De gloeilampen, de varkens
- 1972 - Sybren Polet für Persoon, onpersoon

### Preisträger desPoesiepreises der Stadt Amsterdam(1945 bis 1971)
- 1971 - Ida Gerhardt für De ravenveer
- 1970 - Gerrit Komrij für Alle vlees is als gras, of Het knekelhuis op de dodenakker
- 1969 - Hans Faverey für Gedichten
- 1968 - Jan Pieter Guépin für De mens is een dier maar hij zou het kunnen weten
- 1967 - Dick Hillenius für Uit groeiende onwil om ooit nog ergens in veiligheid aan te komen
- 1966 - K. Schippers für Een klok en profil
- 1965 - Cees Nooteboom für Gesloten gedichten
- 1964 - Adriaan Roland Holst für Onderhuids
- 1964 - H.C. ten Berge für Journaal I, II en XII
- 1964 - J. Bernlef für En dode hagedis
- 1963 - Gerrit Kouwenaar für Zonder namen
- 1963 - Hans Andreus für Aarde
- 1963 - Hans Verhagen für Walcheren
- 1962 - Ida Gerhardt für De hovenier
- 1962 - J. Bernlef für Morene
- 1962 - Huub Oosterhuis für Groningen
- 1962 - Lucebert für Terreur
- 1961 - Adriaan Roland Holst für Omtrent de grens
- 1961 - Jan Willem Schulte Nordholt für Een lichaam van aarde en licht
- 1961 - Leo Vroman für Voor Jan Greshoff en voor een meisje zonder hoofd
- 1961 - Gerrit Kouwenaar für Zou een hand
- 1960 - Paul Rodenko für Stilte, woedende trompet
- 1960 - Cees Nooteboom für Ibicenzer gedicht
- 1960 - Chr.J. van Geel für Een zomerdag
- 1959 - Jan Hanlo für Verzamelde gedichten
- 1959 - Jan G. Elburg für Hebben en zijn
- 1959 - Mischa de Vreede für Een jong meisje droomt
- 1959 - Sybren Polet für Vleselijke stad
- 1958 - Gabriël Smit für De stoel
- 1958 - Gerrit Kouwenaar für De mensen zijn geen goden
- 1957 - Maurits Mok für Stormen en stilten
- 1957 - Guillaume van der Graft für Woorden van brood
- 1957 - Jan Hanlo für Niet ongelijk
- 1956 - Ida Gerhardt für Het levend monogram
- 1956 - Bert Schierbeek für De blinde zwemmers
- 1956 - Lucebert für De beulen
- 1956 - Leo Vroman für Uit slaapwandelen
- 1955 - Hans Andreus für Schilderkunst
- 1955 - M. Vasalis für Vergezichten en gezichten
- 1955 - Remco Campert für Gedicht met een moraal
- 1954 - Gerrit Achterberg für Ballade van de gasfitter
- 1954 - Pierre Kemp für gedichten
- 1953 - Lucebert für Apocrief
- 1951 – nicht zuerkannt
- 1949 - Elisabeth Zernike für En toen wij afscheid namen ....
- 1949 - Gerrit Achterberg für Afreis
- 1948 - H.W.J.M. Keuls für Rondeelen en kwatrijnen
- 1947 - Gerard den Brabander für De steenen minnaar
- 1946 - Jan H. de Groot für Moederkoren
- 1945 - Jan Engelman für Ballade van de waarheid